# Внешняя политика Гватемалы
Внешняя политика Гватемалы — общий курс Гватемалы в международных делах. Внешняя политика регулирует отношения Гватемалы с другими государствами. Реализацией этой политики занимается Министерство иностранных дел Гватемалы.

## Общий курс
Самой большой нерешённой проблемой во внешней политике Гватемалы является один из самых протяженных территориальных споров, который продолжается более 150 лет между Белизом и Гватемалой. Гватемала претендует на территорию от реки Сарстун до реки Сибун общей площадью 12800 км², что составляет половину территории Белиза. Также для Гватемалы очень важны отношения со своим большим северным соседом Мексикой. В 2001 году Гватемала и Мексика подписали Соглашение о свободной торговле (вместе с Сальвадором и Гондурасом), известное как Соглашение о свободной торговле между Мексикой и Северным треугольником.
С 1960 по 1996 год в Гватемале бушевала гражданская война. Повстанцев из Гватемальского национального революционного союза поддерживали Куба и Никарагуа, а правительство Гватемалы заручилось поддержкой Аргентины и США. В декабре 1996 года представители правительства и командование партизан подписали «Договор о прочном и длительном мире», положивший конец гражданской войне.

## Членство в международных организациях
- Всемирный почтовый союз — с 1 августа 1881 года[6]
- Международный союз электросвязи — c 10 июля 1914 года[7]
- Организация Объединённых Наций — c 21 ноября 1945 год[8]
- Интерпол — с 15 октября 1949 года[9]
- ЮНЕСКО — с 2 января 1950 года[10]
- Организация по запрещению химического оружия — c 14 марта 2003 года[11]

## Отношения с Россией
Первые контакты на дипломатическом уровне между Российской империей и Республикой Гватемала произошли в 1880 году, когда состоялся обмен посланиями между императором Александром II и президентом Руфино Барриосом. Дипломатические отношения между СССР и Гватемалой установлены 19 апреля 1945 года, но дальнейшего развития не получили, и лишь 4 января 1991 года стороны обменялись дипломатическими представительствами. После распада Советского Союза, правительство Гватемалы признало 8 января 1992 года Российскую Федерацию в качестве государства-продолжателя СССР. Безвизовый режим между Россией и Гватемалой начал действовать с 29 февраля 2012 года.

## Отношения с США
В 1849 году Соединённые Штаты установили дипломатические отношения с Гватемалой после провозглашения ей независимости от Испании и последующего распада Соединённых Провинций Центральной Америки. В 1960 году в Гватемале началась гражданская война. В 1996 году при посредничестве Соединённых Штатов Америки было подписано соглашение об окончании гражданской войны в этой стране.

## Отношения с другими центральноамериканскими государствами
В 2007 году Гватемала, Гондурас, Никарагуа и Сальвадор приняли решение открыть границы: граждане этих стран смогли свободно перемещаться из страны в страну, используя внутреннее удостоверение личности.